# Mystiske historier
Mystiske historier er en novellesamling af Agatha Christie. Den udkom første gang i 1934 med titlen The Listerdale Mystery, men blev først udgivet i Danmark i 1968. Samlingen indeholder 12 noveller, hvoraf 7 har et kriminalorienteret tema. 
Spændingsnovellen Nattergalebo er formentlig den mest kendte, og den findes også i en samling af noveller med titlen Musefælden.